# Маніка

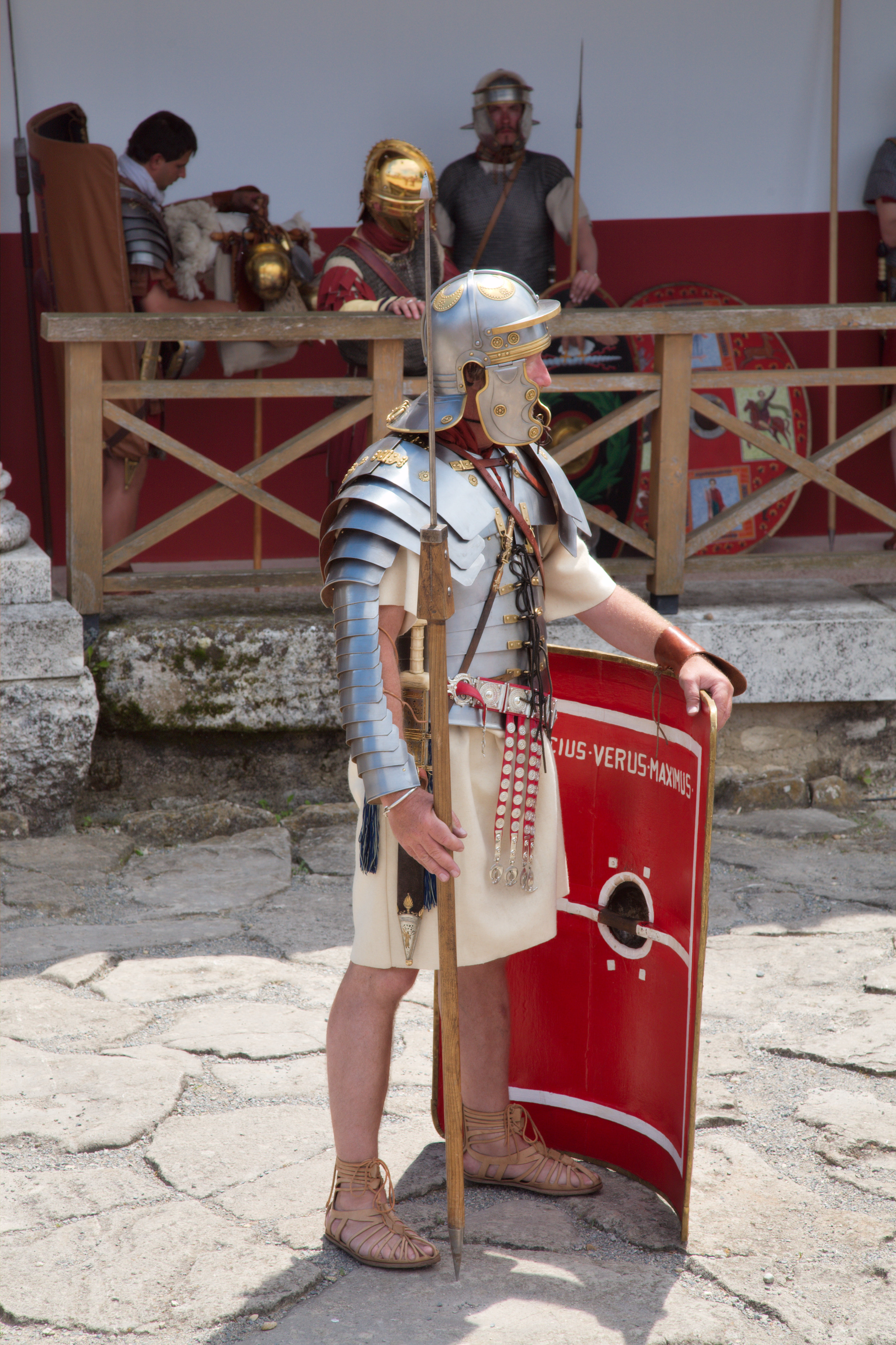
Маніка на правій руці римського легіонера ІІ ст. н. е. Сучасна реконструкція

Ма́ніка (лат. manica, дос. «рукав») — елемент давньоримського захисного обладунку, металевий поруч з кількох сегментів. Слово manica походить від manus, «рука».

## Історія
Пластини для захисту рук (наручні) застосовували з давніх часів. Ксенофонт описує вершників V—IV ст. до н. е., які замість щита на лівій руці носили складений наруч (грец. χείρ). Під час розкопок у Пергамі були знайдені фрагменти наручнів, відомі також їхні зображення у міському храмі Афіни. Подібні обладунки були поширені у саків, у Парф'янській та Кушанській державах, де були також поножі аналогічної конструкції. Відомі зразки з Халчаяна (Узбекистан), а також з Таксили (Пакистан).
Інший сегментований наруч був знайдений в Ай-Ханумі (Афганістан), датований 150 р. до н. е. Він має широку плечову пластину та 35 перекривних вигнутих менших пластин, які перекривали одну одну у напрямку знизу догори: у разі протилежного напрямку неминучі були б прозори, вразливі для ударів зверху.
До Риму сегментовані наручі прийшли, ймовірне, разом з появою крупеляріїв — важкоозброєних гладіаторів галльського походження. Давньоримький історик Тацит описує їхню бойову тактику під час повстання треверів під проводом Флора та Сакровіра у 21 році:
|  | Частина рабів проходила гладіаторську підготовку. Закуті у залізо за звичаєм їхнього народу, ці крупелярії, як їх звали, були надто незграбні для наступальних дій, проте, були непохитні в обороні... Піхота здійснила лобову атаку. Галльські лави подалися назад. Броньовані воїни затримали наступ: вони були невразливі для мечів та дротиків. Проте, римляни, використовуючи сокири та клевці, знищили обладунки разом з власниками, подібно тому як ламають мур. Інших гладіаторів збили на землю ратищами та тризубцями, та користуючись їхньою безпорадністю, залишили на смерть. |

(Тацит, «Аннали», ІІІ)

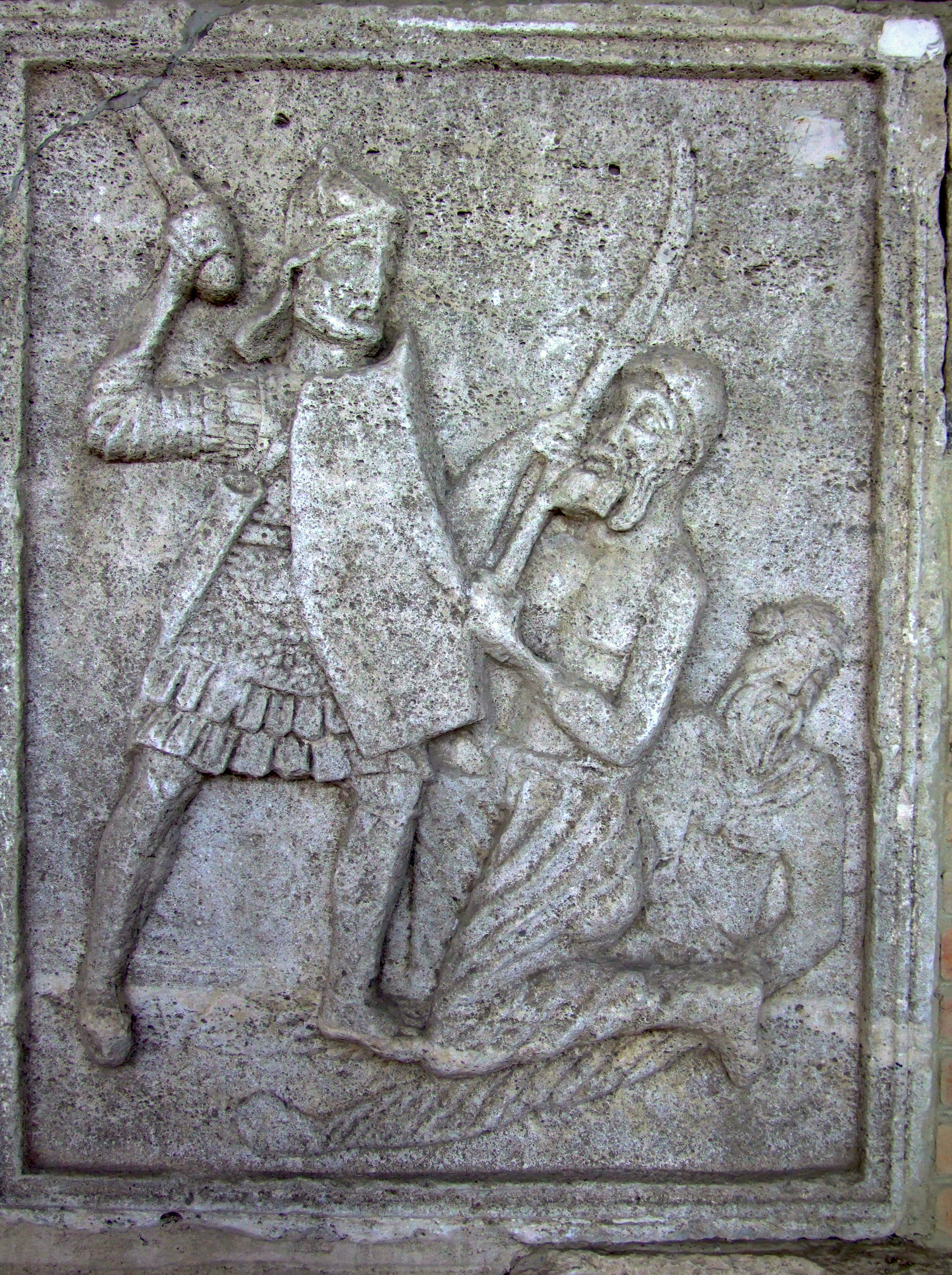
Легіонер з сегментованою манікою і дакійський воїн з фальксом. Метопа XX рельєфу монументу «Трофей Траяна», Адамклісі (Румунія)

З огляду з всього, обладунки крупеляріїв мали металеві рукави — сегментовані наручі. Надалі вони з'являються і у римській армії. На надгробках легіонерів Legio XXII Primigenia, який дислокувався у Майнці у 43-70 роках, зображення манік є частиною декоративного бордюру. Одне зі зображень показує маніку, складеною з 11 пластин та чотиричасткового захисту кисті. Це свідчить про уживання манік у вже за тих часів, хоча й обмежене.
Зображення легіонерів у маніках зустічаються на барельєфах «Колони Траяна» та монументу «Тріумф Траяна» у Адамклісі (Румунія). Припускають, що початок широкому використовуванню манік у давньоримській армії поклали Дакійські війни: знайомство римлян з рублячою зброєю даків, зокрема, з фальксами, поставила необхідність захисту рук і ніг.

## Опис
Маніка складалася з плечевої пластини, приблизно 35 металевих (сталевих або з мідяного сплаву) смуг, 90-120 зовнішніх заклепок, 3-4 ременів та м'якої підкладки. Підкладка могла також надягатися окремо: для уникнення її пошкоджень гострими крайками пластин. Металеві смуги мали ширину 25-30 мм та товщину 0,35-0,5 мм, їхня довжина була різною: більша у верхніх сегментах. Кожна мала отвори на нижній крайці, через які проходили мідяні або бронзові заклепки для кріплення ременів. Був ще один отвір, без заклепки, він по-видимому, призначався для точнішого припасування обладунку згідно індивідуальному розміру. Нижні сегменти також могли з'єднуватися між собою заклепками замість ременів. Один з описів показує нижній сегмент маніки у формі кисті — для її захисту.
Маніка закривала руку не повністю: її пластини не замикалися у коло, залишаючи незахищеною внутрішню частину руки. Звичайним станом руки у маніці, відомим зі зображень, був вертикальний стан плеча, притиснутого до корпуса та витягнуте горизонтально передпліччя з великим пальцем догори. Таким чином незахищена частина руки (там, де кріпилися ремені) залишалася позаду. Пластини заходили одна за одну у напрямку догори, спрямовуючи удари до ліктьового згину, який мав посилений захист кількома пластинами.

## Інші варіанти маніки
Наручі-маніки використовували не тільки легіонери та гладіатори-крупелярії. Наруч на руці носили багато які типи гладіаторів: фракійці, ретіарії, лакверарії та інші. Наруч гладіатора первісно був неметалевим — його робили з цупкої тканини, набитої кінським волосом та простьоганої. До руки його кріпили горизонтальними ремінцями. Тканинна маніка добре тримала рублячий удар гладіусом. Маніка гладіаторів-ретіаріїв додатково комплектувалася металевим наплічником-гале́ром (лат. galerus), який захищав шию з лівого боку, і, частково голову.